# Rogue software
Rogue software (en español conocido como software bandido o también falso antivirus) es un tipo de programa informático malicioso cuya principal finalidad es la de hacer creer que una computadora  es infectada por algún tipo de virus, haciendo pagar gran suma de dinero al usuario.
A pesar de utilizar técnicas anticuadas y algo poco sofisticadas, el software de seguridad fraudulento se ha convertido en una importante amenaza para la seguridad, debido al tamaño de las poblaciones afectadas, el número de variantes diferentes que se han desatado (más de 250) y las ganancias que se han obtenido por los ciberdelincuentes (más de 300.000 dólares al mes).

## Transmisión
Este tipo de software suele descargarse e instalarse de forma oculta y en contra de la voluntad del usuario directamente desde Internet.
Sin embargo, en ocasiones se presenta bajo la forma de la versión de prueba de un producto antimalware que el usuario descarga de buena fe.
Ocasionalmente, una página web puede instalar más software malicioso en el ordenador en contra de la voluntad del usuario.
En el caso de aquellos que se manifiestan bajo la forma de una versión de prueba, actúan generando falsos positivos a propósito detectando malware inexistente. Al ser una versión de prueba, informa al usuario que para eliminarlos requerirá comprar la versión completa de la aplicación.

## Detección y eliminación
A menos que el rogue software sea demasiado nuevo, los antivirus y antispyware de mayor renombre actualizados pueden evitar la instalación y la activación de los mismos.
En caso de que aún no haya sido detectado por ninguna empresa fabricante de productos antimalware, será necesario hallar los archivos infectados y desinfectarlos de forma manual, lo que posee una complejidad extrema.

## Demandas
En la actualidad, existe una lucha persistente de demandas judiciales que tratan de cerrar a las empresas que fabrican este tipo de software tales como XPdefender, WinSpywareProtect, WinDefender, WinFixer, MalwareCore y Antivirus 2009.